# St Andrews Botanic Gardens

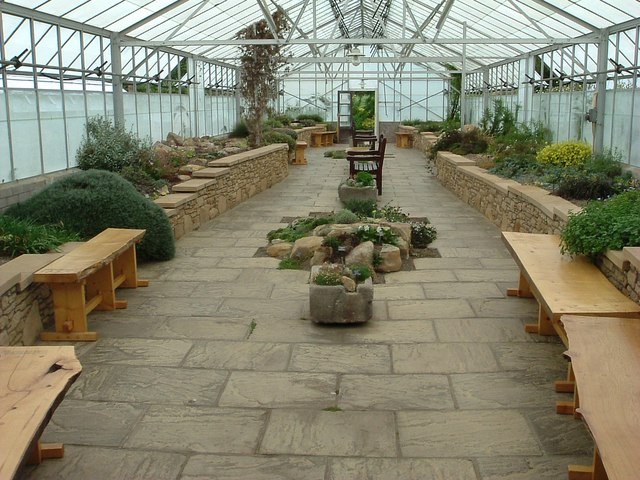
Gewächshaus in St Andrews Botanic Gardens

Die St Andrews Botanic Gardens sind ein botanischer Garten in St Andrews, Schottland. Er gehört zur Universität St Andrews.

## Geschichte
St Andrews Botanic Gardens wurden 1889 auf Betreiben des Botanikers und Agronomen John Hardie Wilson (1858–1920) gegründet, noch bevor ein Jahr später der Fachbereich Botanik eingerichtet wurde. Die 78 Beete in dem 0,1 großen ummauerten Gelände des St. Marys College waren nach der von Bentham und Hooker vertretenen Klassifikation angelegt, die auf dem System von Candolle beruhte. Der Garten wuchs allmählich von 0,1 auf 2,8 Hektar, aber in Anbetracht der steigenden Grundstückspreise beschloss die Universität, das innerstädtische Gelände anderweitig zu nutzen.
1960 wurde ein neuer, 7,5 ha großer Garten auf vorher land- und forstwirtschaftlich genutztem Gelände des St Mary’s College angelegt (Canongate). Teile des Geländes waren ein Steinbruch. Der Boden besteht aus Lehm über schwerem Ton im oberen und über sandigen Kiesen im unteren Teil des Geländes. Durch die anstehenden magnesiumreichen Kalksteine hat er einen ph-Wert von 7.1, ungewöhnlich hoch für Schottland. Der Garten soll die verschiedenen ökologischen Zonen Schottlands zeigen, daher wurde auch saure Erde bzw. Torf von außerhalb eingebracht. Die ökologischen Beete sind nach Meereshöhe geordnet, vom Hochgebirge bis zum Niedermoor und Auenvegetation. Außerdem weist der Garten einen Torf-, Wasser- und ein Steingarten am Hang auf. Hier wurde eine naturalistische Bepflanzung angestrebt. Im Steingarten wächst unter anderem Weiße Silberwurz, heute in Schottland sehr selten und nur noch an der Westküste anzutreffen. Aber auch Rhododendren, Mittelmeerpflanzen wie Korsische Minze und Euphorbia capitellata aus den Wüsten im Südwesten der USA wachsen hier. Der Wassergarten nutzt den Kinness Burn. Die systematischen Beete folgen dem System von Cronquist und Tachtadschjan. Ab 1962 wurde ein Schutzgürtel aus Koniferen, besonders Waldkiefer aus dem kaledonischen Forst und Schwarzkiefer, gegen den Ostwind angelegt, die auch verwendet wurden, um die einzelnen thematischen Bereiche voneinander abzutrennen. Hecken aus Leyland-Zypressen trennten den öffentlichen Teil des Gartens von den nicht allgemein zugänglichen Bereichen. Die Beete sind in organischen Formen gestaltet. Der Garten hat keine besonderen Sammlungsschwerpunkte, sondern will einen allgemeinen Überblick bieten und zusätzlich ästhetisch ansprechen. Dazu tragen auch Staudenrabatten bei.
In einer speziellen Gefrieranlage werden Pflanzen für Bestimmungsübungen der Botanikstudenten frisch gehalten.
Erster Obergärtner dieses neuen Gartens war Robert J. Mitchell, der auch an Expeditionen nach Jünnan, Oregon und British Columbia teilnahm, um neue Pflanzen für den Garten zu sammeln.
Wegen zu hoher Heizkosten und fehlendem Geld für Reparaturen plant der Garten, seine Gewächshäuser ab 2021 aufzugeben. Wichtige Pflanzen sollen an andere Botanische Gärten übergeben werden.
Der Garten ist als wohltätige Organisation anerkannt. Er wird durch das North East Fife District Council betrieben.

## Besuch
Der Garten ist täglich zwischen 10.00 und 16.00 Uhr für die Öffentlichkeit zugänglich.